# Bordón (objeto)

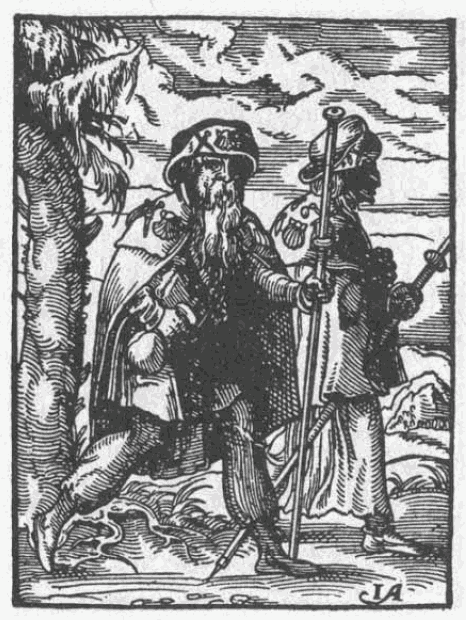
Peregrino de Santiago de Compostela con su zurrón, su bordón de dos cabezas y su concha pegada al sombrero, grabado de 1568.

Un bordón (del bajo latín burdo, “mula”, que tomó el significado de “soporte”, “palo”, por una metáfora frecuente que relacionaba un animal de carga con un soporte; y del francés, “bourdon”) es un bastón largo, planchado en su base y rematada en su parte superior en un pomo, a veces con una gruesa moldura circular hacia el centro, y que podía incluir en el borde inferior una contera metálica terminada en punta...

## El bordón del peregrino
En la Edad Media era una herramienta indispensable en el escueto equipo del antiguo peregrino para hacer frente a las dificultades y peligros del camino, tanto para asistirse en terrenos pedregosos de difícil ascenso así como arma ante el asalto de los indeseables. Actualmente se utiliza más como símbolo que como utensilio.
De acuerdo al Codex Calixtinus los atributos característicos del peregrino son:
1. el bordón, un cayado o bastón de gran tamaño al que el Códice calixtino se refiere como el "tercer pie del peregrino", simboliza a la vez la prueba de resistencia y de despojo, y según algunas fuentes a la Santísima Trinidad;[1]
2. el zurrón, un morral abierto, símbolo de humildad;[2]
3. y en el caso de los peregrinos del Camino de Santiago de Compostela, la concha que simboliza muerte y renacimiento.

La evolución del bordón se puede apreciar en la iconografía histórica. Anterior al siglo XV era muy inferior al peregrino y debía superar el hombro posteriormente. Aunque a ojos modernos parece un utensilio de viaje algo pesado, hacía más llevaderos los caminos medievales, casi siempre de complicado trazado. Permitiendo superar pantanos y riachuelos al usarlo de pértiga. Apoyándolo adecuadamente, y con un pequeño impulso, era fácil saltar por encima de obstáculos sin necesidad de apartarse del camino.
Llegado el caso, se utilizaba como arma defensiva, tanto contra bandidos como bestias, frecuentes durante algunos períodos y en determinados lugares. No siendo despreciable el riesgo que encontrarse con alguno de los peligros. Ya fuere en el caso de perros en villas y lobos, osos y serpientes en la Europa predominantemente rural de la Edad Media. En el caso de los bandidos, el fenómeno no debió haber sido infrecuente como lo atestigua el cronista de Sahagún. Los bandidos conformaban un verdadero estrato social, un estrato antisocial, provisto entre otros por guerreros desempleados, "hombres mancebos”, es decir, los que en sótanos ("casas soterrañas") ejercían sus oficios y se levantan contra el sistema social feudal y jóvenes y "hombres poco sensatos" (pueris et stultis hominibus), esto es  o bien los trotamundos que no han sentado cabeza o bien pastores, obreros rurales y, probablemente, a artesanos rurales, todos demasiado miserables para casarse, y por ello más pueri o puelle más por su posición social que por su edad.
Como se puede ver en distintas representaciones desde el siglo XV, el bordón también servía para amarrar en su parte superior la pequeña calabaza con vino o agua para el camino. En ocasiones, el bordón tenía un gancho colocado entre las dos perillas para colgar varios objetos, en particular una bolsa o una calabaza que contiene bebida para el camino. De tal manera que el morro mesoamericano o el mate sudamericano, esto es, la Lagenaria siceraria, recibe el nombre, en España, de "Calabaza del peregrino".

Previo a la secularización moderna, ocurrida con la Separación de Iglesia y Estado motivada por las ideas de la Ilustración, y de la secularización postmoderna, ocurrida con el desarrollo de los Estados-nación modernos, siendo la peregrinación frecuente en un mundo religioso, es frecuente encontrar el uso de bordón tanto tn en el léxico popular referido contra los vagabundos que andan peregrinando para no trabajar o o  por ser el peregrino medieval, usual pero no estrictamente de clase alta, y dado a una vida más holgada, como es el caso de Roberto I de Flandes ó Raymundo IV de Tolosa.
Bordón y calabaza, vida holgada,

Refrán popular 
Así como en el lenguaje de los autores de las joyas literarias del Siglo de Oro.
porque aqueste fiel criado /
en mi peregrinación /
me ha seguido y amparado, /
y ha sido el fuerte bordón /
que siempre me ha sustentado."
Lope de Vega, El Molino Acto III, 1804 (autoría adjudicada por Sylvanus Griswold Morley).

En el libro III, capítulo VI de Los trabajos de Persiles y Sigismunda encontramos la descripción de una grotesca vieja peregrina:
"... cubríale la cabeza un sombrero viejo sin cordón, ni toquilla, y los pies, unas alpargatas rotas; y ocupábale la mano un bordón hecho a manera de cayado, con una punta de acero al fin; pendida del lado izquierdo una calabaza de más que de mediana estatura, y apesgábale el cuello un rosario, cuyos Padre nuestros eran mayores que algunas bolas de las con que juegan los muchachos al argolla".
Miguel de Cervantes Saavedra, Los trabajos de Persiles y Sigismunda, historia setentriona, 1617
Y que aún se alcanza a encontrar en el siglo XIX en José Zorrilla, aunque probablemente Zorrilla no es un buen representante del Romanticismo español al caracterizarse por un poderoso sentido del misterio y de la tradición y en quien abundan los arcaísmos tomados en su mayoría del teatro del Siglo de Oro que tanto ha leído.
Por ti el delirio del honor se adora,
Por ti el hinchado mar hiende el marino,
Por ti en su gruta el penitente llora,
Y empuña su bordón el peregrino.

José Zorrilla, Gloria y Orgullo, Tomo VIII, Poesías, 1840